# Lepismium

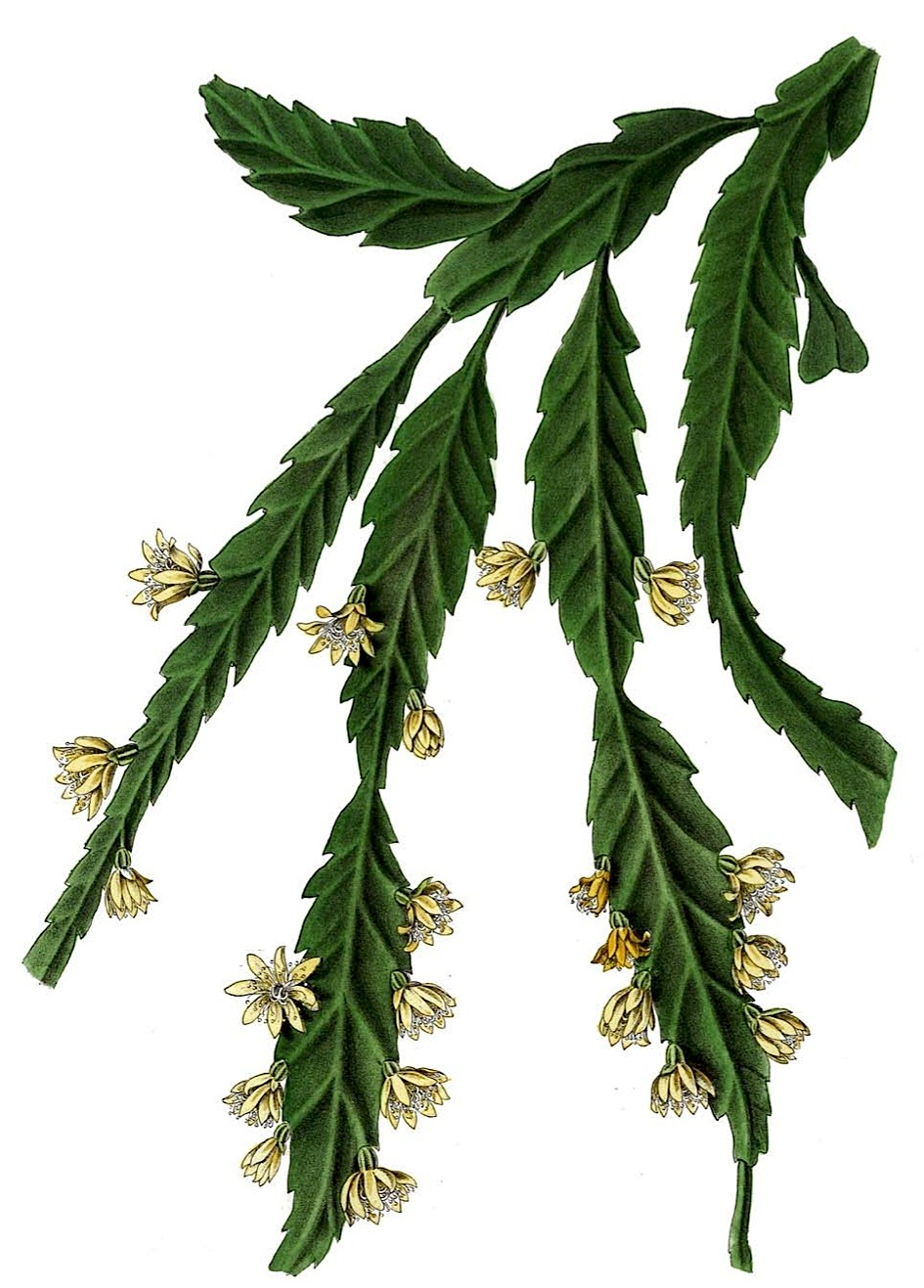
Lepismium houlletianum

Lepismium és un gènere de plantes epífites o litòfites que pertany a la família de les cactàcies amb espècies distribuïdes a les regions tropicals de Sud-amèrica. Comprèn 53 espècies descrites i d'aquestes, només 8 acceptades.

## Descripció
Les espècies del gènere Lepismium creixen epífites o litòfites, arbustives o penjants amb tiges reptants. Els brots solen ser segmentats cilíndrics, estriats, amb ales, angular o aplanat en forma de fulla, però no tuberculats. Les arèoles són visible en les vores de les costelles, i, sovint en les seves osques, les espines poden estar presents o absents. Les flors apareixen en els laterals, en forma de campana o tubulars. Les fruits són com baies de colors brillants o transparents. Estan visiblement amb vetes i de vegades espinoses. Els fruits són oblongues o ovades, amb llavors de color marró o negre, que són fins a 1 mm de llarg.

## Taxonomia
El gènere va ser descrit per Ludwig Karl Georg Pfeiffer i publicat a Allgemeine Gartenzeitung 3: 315. 1835.
Etimologia
Lepismium: nom genèric que deriva del grec: "λεπίς" (lepis) = "recipient, escates, apagat" i es refereix a la forma en què en algunes espècies les flors es trenquen a través de l'epidermis.
- Subgènere Pfeiffera (Salm-Dyck) Barthlott
  - Lepismium ianthothele (Monv.) Barthlott
  - Lepismium miyagawae (Barthlott & Rauh) Barthlott

- Subgènere Acanthorhipsalis (K.Schum.) Barthlott
  - Lepismium brevispinum Barthlott
  - Lepismium monacanthum (Griseb.) Barthlott

- Subgènere Lymanbensonia (Kimnach) Barthlott
  - Lepismium crenatum (Britton) Barthlott
  - Lepismium micranthum (Vaupel) Barthlott

- Subgènere Houlletia Barthlott & N.P.Taylor
  - Lepismium asuntapatense M.Kessler, Ibisch & Barthlott
  - Lepismium bolivianum (Britton) Barthlott
  - Lepismium houlletianum (Lem.) Barthlott
    - Lepismium houlletianum f. houlletianum
    - Lepismium houlletianum f. regnellii (G.Lindb.) Süpplie

  - Lepismium lorentzianum (Griseb.) Barthlott
  - Lepismium paranganiense (Cárdenas) Barthlott
  - Lepismium warmingianum (K.Schum.) Barthlott

- Subgènere Lepismium
  - Lepismium cruciforme (Vell.) Miq.
  - Lepismium incachacanum (Cárdenas) Barthlott

- Subgènere Ophiorhipsalis (K.Schum.) Barthlott
  - Lepismium lumbricoides (Lem.) Barthlott